# تیم اول دانشکده بلوز (فیلم)
تیم اول دانشکده بلوز (به انگلیسی: Varsity Blues) فیلمی است محصول سال ۱۹۹۹ و به کارگردانی برایان رابینز است. در این فیلم بازیگرانی همچون جیمز ون در بیک، جان ویت، پل واکر، رن لستر، اسکات کان، امی اسمارت، الی سوینتون، الی لارتر، ریچارد لینبک، توماس اف دافی و جو پیچلر ایفای نقش کرده‌اند.

## داستان
در شهر کوچکی از ایالت تگزاس، فوتبال دبیرستانی مانند یک مذهب به حساب می‌آید. در ۳۵مین سال مربیگری «باد کیلمر» تلاش می‌کند تیم را به بیست و سومین قهرمانی برساند اما وقتی یکی از دفاع‌های تیم آسیب می‌بیند…